# Susan Kariuki
Susan Kariuki, née le 22 décembre 1966 à Nairobi, est une joueuse kényane de basket-ball. 

## Biographie
Elle fait partie de l'équipe du Kenya de basket-ball féminin, avec laquelle elle participe au Championnat du monde 1994.